# Ephippiger carlottae
Ephippiger carlottae is een rechtvleugelig insect uit de familie van de sabelsprinkhanen (Tettigoniidae). De wetenschappelijke naam van deze soort is voor het eerst voorgesteld door Paolo Fontana en Baudewijn Odé in een publicatie uit 2003.
Deze soort komt voor in noordelijke Apennijnen in Italië.